# Papirus Oxyrhynchus 5101

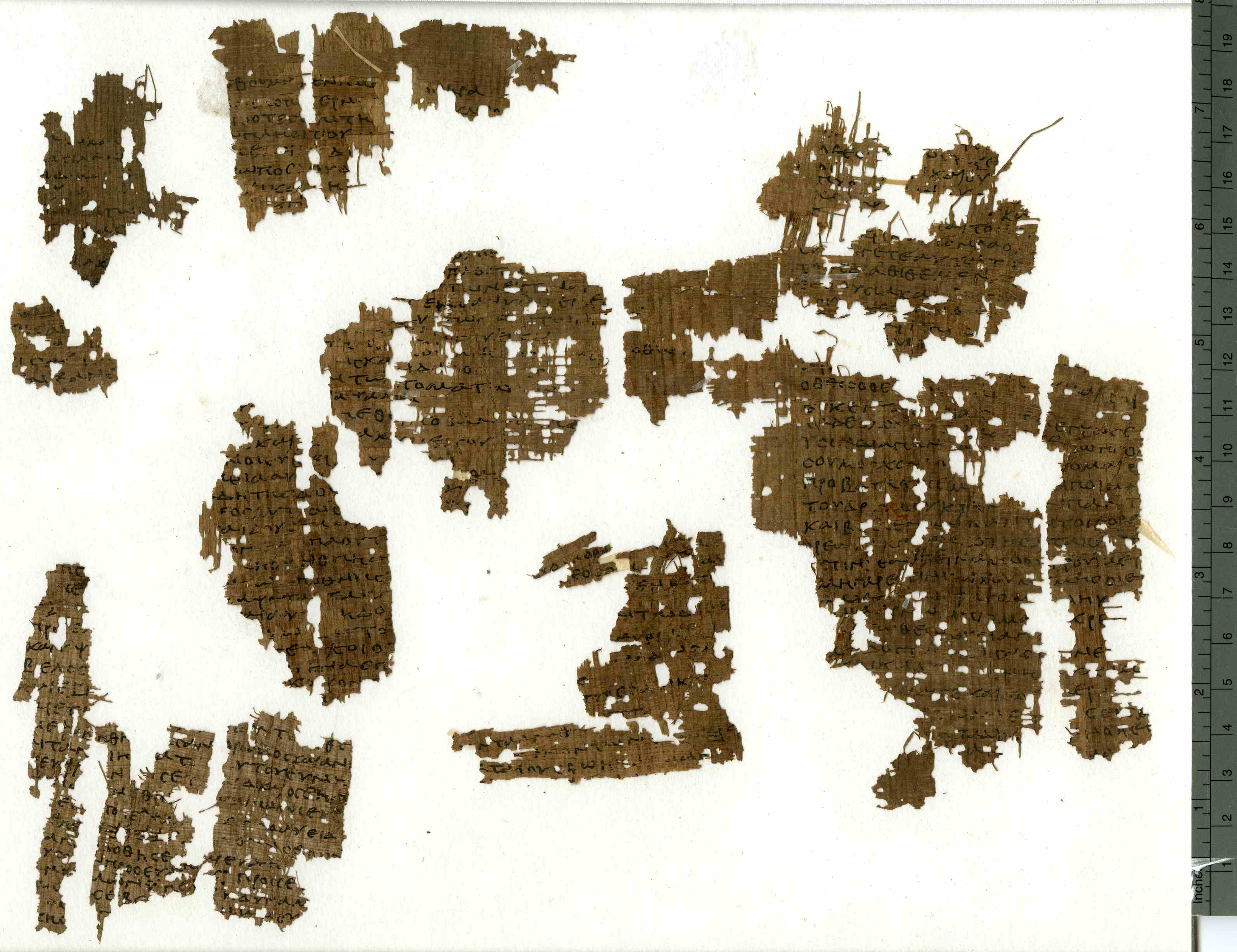
Papirus Oxyrhynchus 5101

Papirus Oxyrhynchus 5101, oznaczany skrótem P.Oxy.LXXVII 5101 – fragmenty greckiego rękopisu Septuaginty spisanego na papirusie, w formie zwoju. Jest jednym z rękopisów odkrytych w Oksyrynchos, został skatalogowany pod numerem 5101. Paleograficznie datowany jest na lata 50 do 150 n.e. Rękopis ten jest oznaczany również numerem 2227 na liście rękopisów Septuaginty według klasyfikacji Alfreda Rahlfsa.
Zawiera fragmenty Księgi Psalmów 26:9-14; 44:4-8; 47:13-15; 48:6-21; 49:2-16; 63:6-64:5 według numeracji Septuaginty. Tekst jest napisany niewprawioną ręką okrągłym pismem uncjalnym. Zachowały się fragmenty sześciu kolumn rękopisu. Jest to jeden ze znanych fragmentów Septuaginty znalezionych w Oksyrynchos. Rękopis ten zawiera tetragram imienia Bożego. Fragment ten został opublikowany w 2011 roku przez Danielę Colomo i W.B. Henry’ego w The Oxyrhynchus Papyri, część LXXVII (77).
Obecnie rękopis przechowywany jest w Papyrology Rooms, Sackler Library w Oksfordzie (20 3B.36/J(4)B + 27 3B.38/N(1)B + 27 3B.41/J(1-2)c).